# Neurofibromin
Neurofibromin 1 ist ein menschliches Protein. Mutationen im Neurofibromin 1 Gen verursachen die Neurofibromatose Typ 1. NF1 ist vermutlich ein negativer Regulator des ras-Signalpfades. Das NF1 erhöht dabei die GTPase-Aktivität der aktiven (GTP-gebundenen) Ras-Form um das 1000-fache, wodurch die inaktive GDP-gebundene Ras-Form verstärkt gebildet wird. Mutationen im NF1-Gen sind nicht nur mit der Neurofibromatose Recklinghausen, sondern auch mit der juvenilen myelomonozytären Leukämie assoziiert. Es gibt verschiedene NF1 mRNA Transcripte, ihre Funktion ist allerdings bislang nicht vollständig aufgeklärt.